# 杏花邨 (選區)
杏花邨（英語：Heng Fa Chuen，代號：C08）曾是香港東區區議會下轄的選區，1991年設立，自2021年起懸空至2023年取消，懸空前的區議員為柴灣起動成員黃宜。

## 範圍
選區位於白沙灣，現時包括杏花邨、杏花園和澤鑾閣，與其相鄰的選區有阿公岩、翠灣，向北則與將軍澳新市鎮隔海相望，投票站設於嶺南中學。

## 沿革
杏花邨選區由1991年區議會選舉設立，由原有雙議席柴灣北選區分拆而成。當屆選舉由民主派的陳添勝以接近五成得票打敗另外兩位候選人當選。自始陳添勝長期當選，其間陳曾先後加入民主黨及民權黨至2007年區議會選舉則以獨立民主派身份連任。
1994年區議會選舉，陳添勝以二百多票差距擊敗民建聯趙承基，選後陳添勝成為民主黨員，由於與鄰區曾健成等人關係密切，被視為少壯派成員之一。1999年區議會選舉，陳再以接近六成得票打敗民建聯謝智勇。2000年陳添勝跟隨曾健成退出民主黨，其後加入民權黨。
2003年區議會選舉，陳添勝退出民權黨後以2,553票多於對手劉國華的1,421票而連任。2007年區議會選舉陳以2,188票打敗民建聯伍景華1,729票。
2011年區議會選舉，陳添勝涉及詐騙區議員津貼的官司，工聯會成員何毅淦就在此時駐紮當區，並在杏花邨居委，同時亦是建制派民建聯區議員的趙承基「協助」下，成功在杏花邨洗樓拉票。另外有不少居民反映在選舉日前收到匿名信，最終何毅淦以2,577票比1,925票擊敗陳添勝。在其他柴灣民主派區議員都幾乎被建制派打敗下，民主派在柴灣的區議會議席由5席大幅下跌至1席，勢力大減。
陳添勝涉嫌於在任期間騙取公帑170萬元，並由其助理伍小蓮向區議會申報津貼，用以支付陳的私人公司恒勝船務的員工薪酬。兩人被控四項欺詐罪，包括聲稱申領聘請議員助理開支全用於執行區議會職務，以及在申請發還營運開支津貼表格上作出虛假陳述。而陳添勝有關詐騙區議員津貼的官司在後來則被判無罪；女助理則被裁定兩項罪名成立。陳添勝指廉署在臨近11月的區議會選舉時提出起訴，是政治檢控。2015年選舉候選人周詠儀亦在訪問中提到此事。
2015年區議會選舉，當時人口估算約19,181人，議席由無黨派人士楊偉康、周詠儀及工聯會成員何毅淦爭奪。周詠儀是杏花邨居民，亦是被視為「傘兵」侯選人。而楊偉康是香港專業教育學院（柴灣分校）的副院長，居於職訓局宿舍的澤鑾閣。值得一提的是，他在建制派組織香港青少年發展聯會擔任執行委員，該會曾在「保普選，反佔中」大聯盟作聯署。作為博士的楊偉康在選舉報名期時突然出現，曾被認為有「鎅票」之嫌，但其本人予以否定。可是後來有網民發現在外國完成博士學位的楊偉康寫在傳單上的英文文句不太通順，不禁令人懷疑他學位的真偽。最後何毅淦成功連任，以3,642票打敗周詠儀的2,025票及楊偉康的610票，另外值得一提的是投票人數變化，當中本區投票率和人數變化實屬罕見。上次區議會選舉，選民人數只由10,116人上升約五百人至10,605人，投票人數卻由4,502上升至6,277人。比較兩次選舉結果，可推算該過千票約分別投給何毅淦1,000票和楊偉康600票。
2019年區議會選舉，議席由居住杏花邨多年的居民黃宜及爭取連任的工聯會成員何毅淦爭奪。黃宜本身是2019/2020年度新一届杏花邨業主委員會的委員之一。據悉黃在臨選舉報名前突然宣佈參選2019區議會選舉，原因是眼見地區人士在防風措施方面沒有實事求是。黃宜則與柴灣其餘11區的民主派候選人組成「柴灣起動」名單參選。由2019年10月12日開始至選舉完結期間，黃宜暫向業委會請假，其職務由其他委員分擔。
另外根據香港01於2019年10月17日的報道，「競逐連任杏花邨區議員的工聯會何毅淦，未有申報政治聯繫。何表示，這可能因為報名時漏報資料所致，他並無退黨，他會向當局補交資料。記者今日（17日）再翻查資料，看見他已申報政治聯繫。」，選舉官方網站亦顯示，何毅淦的資料「因應獲提名人士的要求，這項資料已被更改。」。最終黃宜以5,349票比4,114票成功擊敗何毅淦，阻止何毅淦兩度連任。
2021年3月31日，黃宜宣布因健康問題辭去區議員一職。
議席藉此一直懸空至2023年選舉改革被撤銷，與翠灣、欣藍、小西灣、景怡、環翠、翡翠、興民、樂康、翠德、漁灣及佳曉選區合併為柴灣選區。

## 歷屆議員
| 屆別                  | 議員   | 政治聯繫 | 政治聯繫 |
| --------------------- | ------ | -------- | -------- |
| 1991年－1994年        | 陳添勝 |          | 無黨籍   |
| 1994年－1999年        | 陳添勝 |          | 民主黨   |
| 2000年－2003年        | 陳添勝 |          | 民權黨   |
| 2004年－2007年        | 陳添勝 |          | 無黨籍   |
| 2008年－2011年        | 陳添勝 |          | 無黨籍   |
| 2012年－2015年        | 何毅淦 |          | 工聯會   |
| 2016年－2019年        | 何毅淦 |          | 工聯會   |
| 2020年－2021年3月31日 | 黃宜   |          | 柴灣起動 |
| 2021年4月1日－2023年  | 待補選 | 待補選   | 待補選   |

## 歷屆選舉結果
| 政党   | 政党     | 候选人    | 票数  | %     | ±      |
| ------ | -------- | --------- | ----- | ----- | ------ |
|        | 柴灣起動 | 1. 黃宜   | 5,349 | 56.53 | 不適用 |
|        | 工聯會   | 2. 何毅淦 | 4,114 | 43.47 | -14.55 |
| 多数票 | 多数票   | 多数票    | 1,235 | 13.06 | -12.70 |

| 政党   | 政党       | 候选人    | 票数  | %     | ±      |
| ------ | ---------- | --------- | ----- | ----- | ------ |
|        | 建制派     | 1. 楊偉康 | 610   | 9.72  | 不適用 |
|        | 獨立民主派 | 2. 周詠儀 | 2,025 | 32.26 | 不適用 |
|        | 工聯會     | 3. 何毅淦 | 3,642 | 58.02 | +0.78  |
| 多数票 | 多数票     | 多数票    | 1,617 | 25.76 | +11.28 |

| 政党   | 政党       | 候选人    | 票数  | %     | ±      |
| ------ | ---------- | --------- | ----- | ----- | ------ |
|        | 工聯會     | 1. 何毅淦 | 2,577 | 57.24 | 不適用 |
|        | 獨立民主派 | 2. 陳添勝 | 1,925 | 42.76 | -13.10 |
| 多数票 | 多数票     | 多数票    | 652   | 14.48 | +2.76  |

| 政党   | 政党       | 候选人    | 票数  | %     | ±      |
| ------ | ---------- | --------- | ----- | ----- | ------ |
|        | 民建聯     | 1. 伍景華 | 1,729 | 44.14 | 不適用 |
|        | 獨立民主派 | 2. 陳添勝 | 2,188 | 55.86 | -8.39  |
| 多数票 | 多数票     | 多数票    | 459   | 11.72 | +16.78 |

| 政党   | 政党       | 候选人    | 票数  | %     | ±      |
| ------ | ---------- | --------- | ----- | ----- | ------ |
|        | 無黨派     | 1. 劉國華 | 1,421 | 35.75 | 不適用 |
|        | 獨立民主派 | 2. 陳添勝 | 2,553 | 64.25 | +5.13  |
| 多数票 | 多数票     | 多数票    | 1,132 | 28.50 | +10.26 |

| 政党   | 政党   | 候选人    | 票数  | %     | ±      |
| ------ | ------ | --------- | ----- | ----- | ------ |
|        | 民建聯 | 1. 謝智勇 | 1,433 | 40.88 | 不適用 |
|        | 民權黨 | 2. 陳添勝 | 2,072 | 59.12 | +5.79  |
| 多数票 | 多数票 | 多数票    | 639   | 18.24 | +11.20 |

| 政党   | 政党   | 候选人    | 票数  | %     | ±      |
| ------ | ------ | --------- | ----- | ----- | ------ |
|        | 民建聯 | 1. 趙承基 | 1,611 | 46.48 | 不適用 |
|        | 民主黨 | 2. 陳添勝 | 1,855 | 53.52 | 不適用 |
| 多数票 | 多数票 | 多数票    | 244   | 7.04  | -18.53 |

| 政党   | 政党       | 候选人 | 票数  | %     | ±        |
| ------ | ---------- | ------ | ----- | ----- | -------- |
|        | 獨立民主派 | 陳添勝 | 1,340 | 51.68 | 不新選區 |
|        | 無黨派     | 梁景威 | 677   | 26.11 | 新選區   |
|        | 無黨派     | 陳廷禮 | 576   | 22.21 | 新選區   |
| 多数票 | 多数票     | 多数票 | 663   | 25.57 | 新選區   |